# Граф Кардиган (1661)

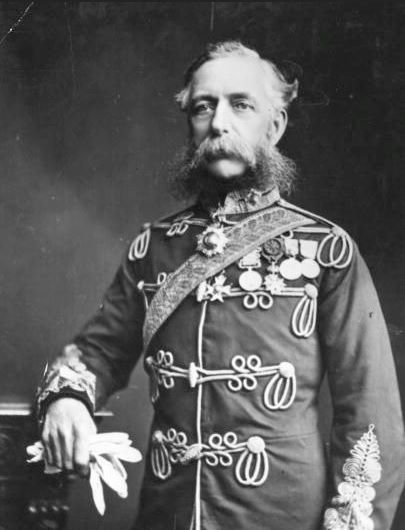
Генерал-лейтенант Джеймс Браднелл, 7-й граф Кардиган (1797—1868)

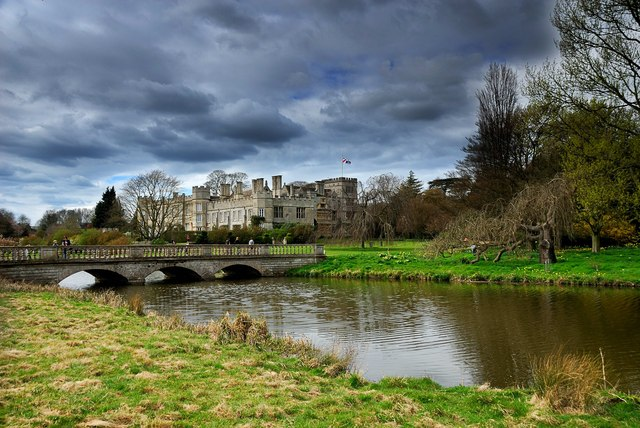
Поместье Дин-Парк (графство Нортгемптоншир), резиденция семья Браднелл

Граф Кардиган (англ. Earl of Cardigan) — аристократический титул в системе Пэрства Англии. В настоящее время титул графа Кардигана носит наследник маркиза Эйлсбери — Томас Джеймс Браднелл-Брюс, граф Кардиган (род. 1992), сын 9-го маркиза Эйлсбери.

## История

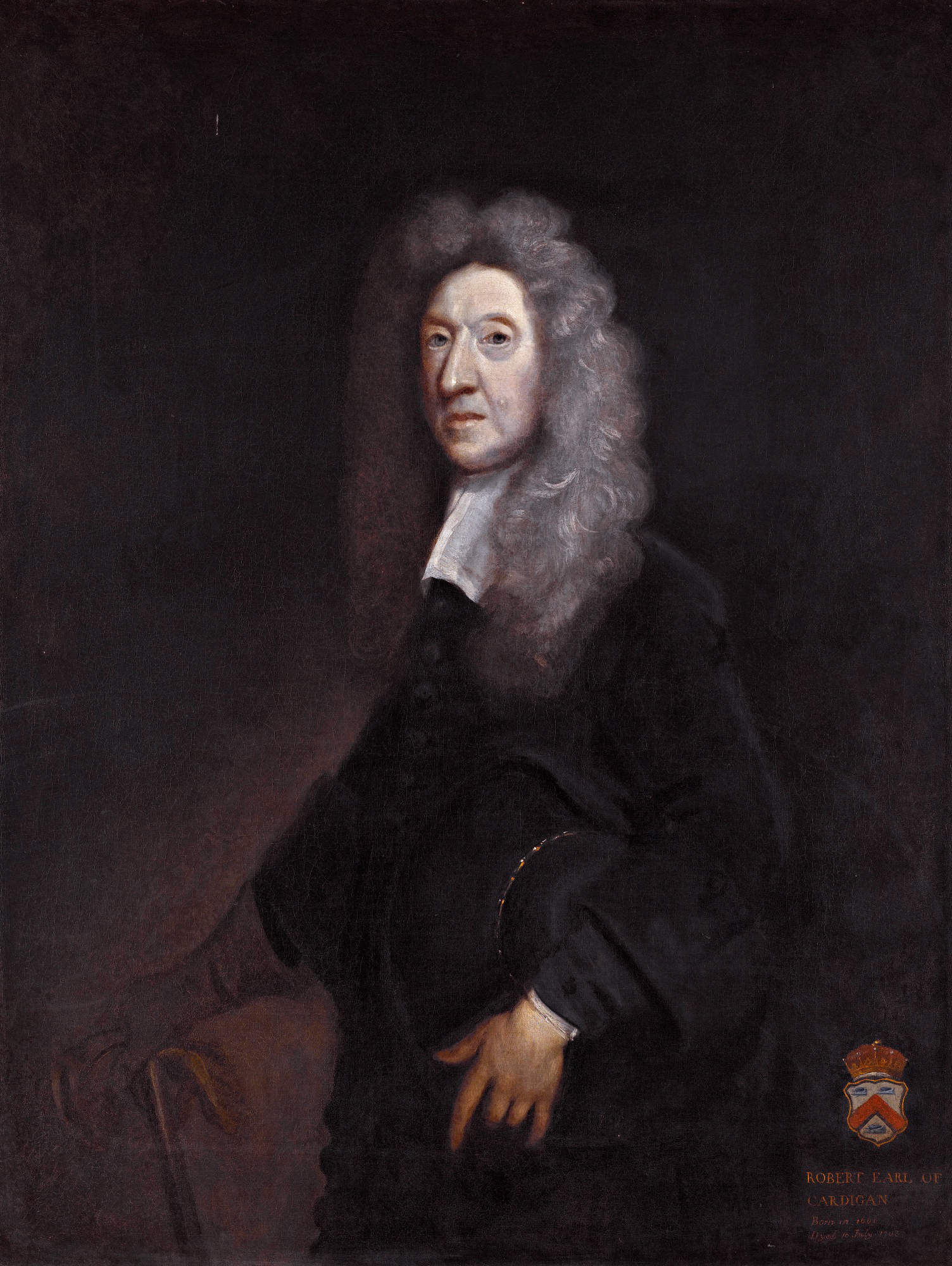
Роберт Браднелл, 2-й граф Кардиган (1607—1703), портрет Джошуа Рейнольдса

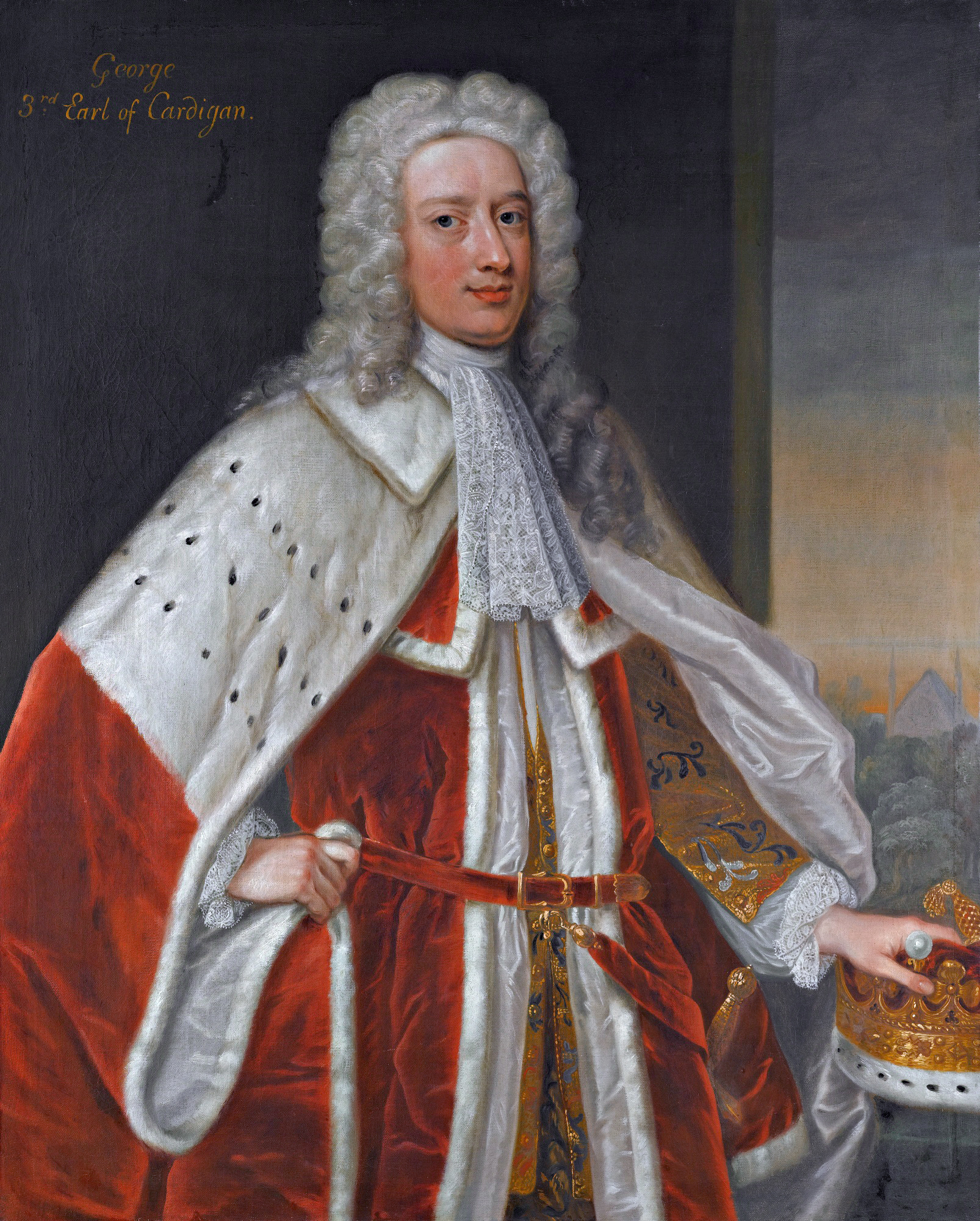
Джордж Браднелл, 3-й граф Кардиган (1685—1732)

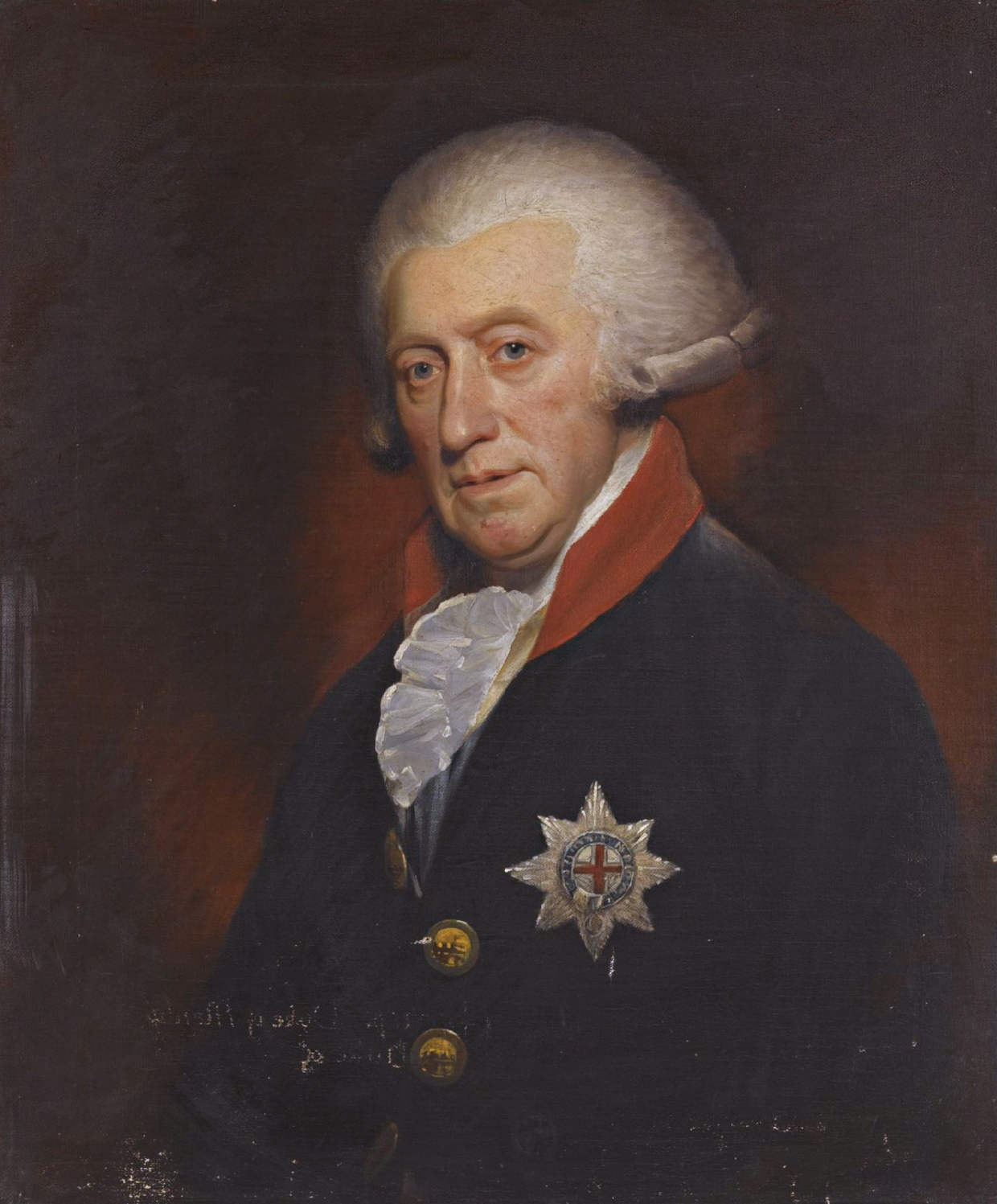
Джордж Монтегю, 1-й герцог Монтегю (1712—1790)

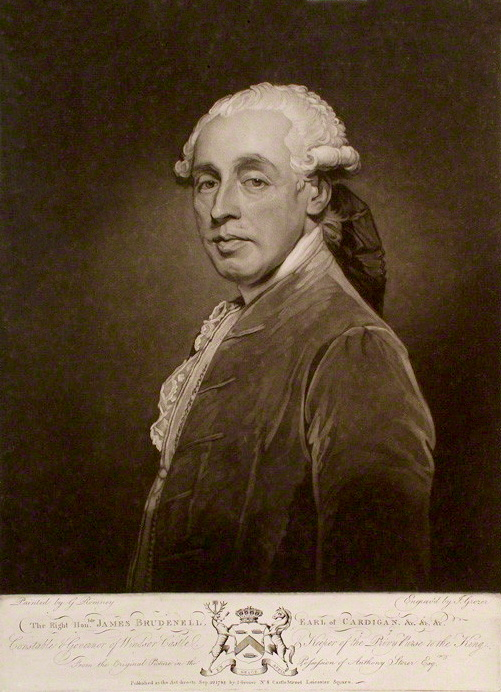
Джеймс Браднелл, 5-й граф Кардиган (1725—1811)

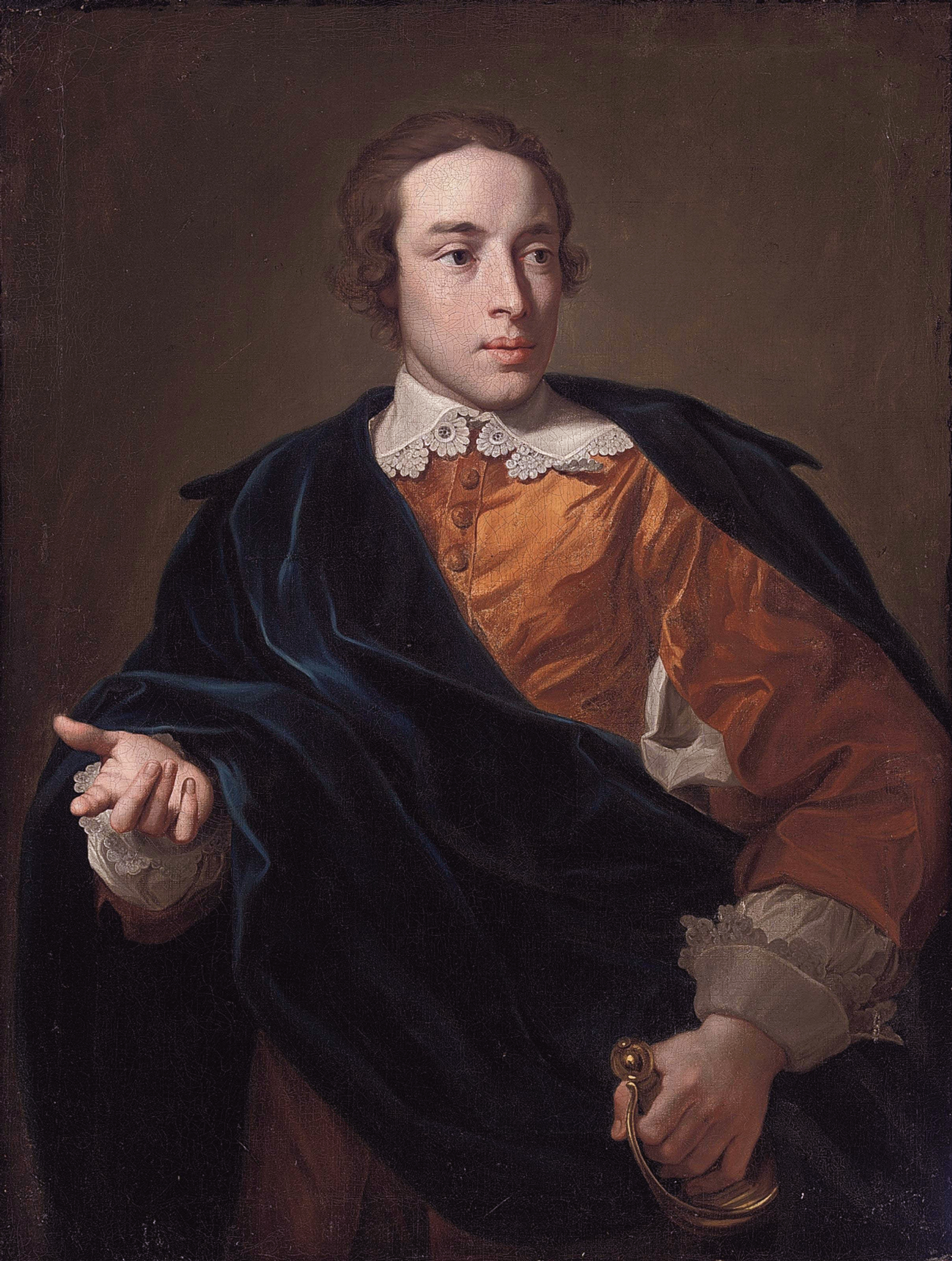
Джон Браднелл-Монтегю, позднее маркиз Монтермер (1735—1770), портрет Томаса Дженкинса

Семья Браднелл происходит от сэра Роберта Браднелла (1461—1531), в главного судьи общей юрисдикции 1520—1530 годах. Его правнук, сэр Томас Браднелл (1583—1663), 29 июня 1611 года получил титул баронета из Дина в графстве Нортгемптоншир. 26 февраля 1628 года он стал пэром Англии, получив титул барона Браднелла из Стонтон Уивилл в графстве Лестершир. 20 апреля 1661 года для него был создан титул графа Кардигана в системе Пэрства Англии. После его смерти в 1663 году его титулы перешли к его сыну, Роберту Браднеллу, 2-му графа Кардигану (1607—1703). Ему наследовал его внук, Джордж Браднелл, 3-й граф Кардиган (1685—1732), сын Фрэнсиса Браднелла, лорда Браднелла (ум. 1698).
В 1732 году его сменил его старший сын, Джордж Браднелл, 4-й граф Кардиган (1712—1790), который женился на леди Мэри Монтегю (1711—1775), дочери Джона Монтегю, 2-го герцога Монтегю (1690—1749). В 1749 году после смерти своего тестя Джордж Браднелл, 4-й граф Кардиган унаследовал поместья семьи Монтегю, в том числе лордство Боуленд. В том же году по королевской лицензии он принял фамилию Монтегю вместо Браднелл. В 1766 году Джордж Монтегю, 4-й граф Кардиган получил титул маркиза Монтермера и герцога Монтегю в системе Пэрства Великобритании.
Единственный сын и наследник Джорджа Монтегю, Джон Монтегю, маркиз Монтермар (1735—1770), получил в 1762 году титул барона Монтегю из Боутона в графстве Нортгемптоншир (Пэрство Великобритании). Однако лорд Монтермар скончался бездетным в 1770 году, ещё при жизни своего отца. После его смерти титул барона Монтегю прервался.
В 1786 году для Джорджа Монтегю, 1-го герцога Монтегю и 4-го графа Кардигана, был создан титул барона Монтегю из Боутона в графстве Нортгемптоншир (Пэрство Великобритании), с правом наследования для младших сыновей его дочери, леди Элизабет Монтегю, жены Генри Скотта, 3-го герцога Баклю. В 1790 году после смерти Джорджа Монтегю титулы герцога Монтегю и маркиза Монтермера прервались, а баронский титул унаследовал его внук, Генри Джеймс Монтегю-Скотт (1776—1845).
Титулы графа Кардигана, барона Браднелла и баронета перешли к младшему брату покойного герцога, Джеймсу Браднеллу, 5-му графу Кардигану (1725—1811). Ещё 17 октября 1780 года для него был создан титул барона Браднелла из Дина в графстве Нортгемптоншир (Пэрство Великобритании). Но в 1811 году он скончался, не оставив наследников, поэтому титул барона Браднелла прервался. А титул графа Кардигана унаследовал его племянник, Роберт Браднелл, 6-й граф Кардиган (1760—1837), единственный сын достопочтенного Роберта Браднелла (1726—1768), третьего сына 3-го графа Кардигана. Его сменил его единственный сын, Джеймс Томас Браднелл, 7-й граф Кардиган (1797—1868). Он получил известность во время Крымской войны.
После смерти в 1868 году бездетного Джеймса Томаса Браднелла ему наследовал его троюродный брат, Джордж Браднелл, 2-й маркиз Эйлсбери (1804—1878), внук Томаса Браднелла-Брюса, 1-го графа Эйлсбери (1729—1814), четвёртого сына 3-го графа Кардигана. Томас Браднелл сменил своего дядю по материнской линии, Чарльза Брюса, 3-го графа Эйлсбери и 4-го графа Элгина (1682—1747), в 1747 году. В том же году он также унаследовал титул барона Брюса  из Тоттенхэма в графстве Уилтшир. В 1766 году Томас Браднелл принял фамилию «Браднелл-Брюс», а в 1776 году для него был создан титул графа Эйлсбери  в системе Пэрства Великобритании. 1-му графу Эйлсбери наследовал его сын, Чарльз Браднелл, 2-й граф Эйлсбери (1773—1856), для которого в 1821 году были созданы титулы виконта Севернейка  из Севернейк Форест в графстве Уилтшир, графа Брюса  из Уорлтона в графстве Йоркшир и маркиза Эйлсбери  в графстве Бакингемшир (Пэрство Соединённого королевства). Ему наследовал в 1856 году его сын, вышеупомянутый 2-й маркиз Эйлсбери и 8-й граф Кардиган. Все последующие маркизы Эйлсбери носили титул графов Кардиган.
Титулы маркиза Эйлсбери и графа Кардигана в настоящее время существуют вместе, поскольку потомки 1-го графа Эйлсбери являются единственными потомками 1-го графа Кардигана. Титул графа Кардигана — титул учтивости наследников маркизата Эйлсбери.
В 1886 году после смерти 3-го маркиза Эйлсбери унаследовал его четвёртый сын, коммодор лорд Роберт Томас Браднелл-Брюс (1845—1912), унаследовал имении Дин-Парк. Ему наследовал его старший сын, Джеймс Эрнест Джон Браднелл-Брюс (1879—1917), погибший в Первой мировой войне. Его младший брат, Джордж Лайонел Томас Бруденелл-Брюс (1880—1962), после смерти брата получил во владение Дин-Парк вместе с остальными имениями в графствах Нортгемптоншир и Лестершир, и, получив королевскую лицензию, вернул себе фамилию «Браднелл». В настоящее время Дин-Парком владеет Роберт Эдмунд Браднелл (род. 1956), старший сын Эдмунда Криспина Стивена Джеймса Джорджа Браднелла (1928—2014) и внук Джорджа.

## Барон Браднелл (1628)
- Томас Браднелл, 1-й барон Браднелл (ок. 1593 — 16 сентября 1663), сын Роберта Браднелла из Доддингтона и Дина (ум. 1599). С 1661 года — граф Кардиган.

## Граф Кардиган (1661)
- Томас Браднелл, 1-й граф Кардиган, 1-й барон Браднелл (ок. 1593 — 16 сентября 1663)[4], сын Роберта Браднелла из Доддингтона и Дина (ум. 1599).
- Роберт Браднелл, 2-й граф Кардиган, 2-й барон Браднелл (5 марта 1607 — 16 июля 1703)[5], единственный сын предыдущего
  - Фрэнсис Браднелл, лорд Браднелл (ум. 1698), единственный сын предыдущего от второго брака
- Джордж Браднелл, 3-й граф Кардиган, 3-й барон Браднелл (29 сентября 1685 — 5 июля 1732), единственный сын предыдущего
- Джордж Браднелл, позже Монтегю, 4-й граф Кардиган, 4-й барон Браднелл (1712—1790), старший сын предыдущего. Маркиз Монтермер с герцог Монтегю с 1766 года, барон Монтегю из Боутона с 1786 года.

## Герцог Монтегю (1766), барон Монтегю (1786)
- Джордж Браднелл, позже Монтегю, 1-й герцог Монтегю, 1-й маркиз Монтермер, 4-й граф Кардиган, 4-й барон Браднелл, 1-й барон Монтегю (26 июля 1712 — 23 мая 1790), старший сын Джорджа Браднелла, 3-го графа Кардигана
  -  Джон Монтегю, маркиз Монтермер, 1-й барон Монтегю (18 марта 1735 — 11 апреля 1770), единственный сын предыдущего.

## Граф Кардиган (возвращение креации 1661 года)
- Джеймс Браднелл, 5-й граф Кардиган, 5-й барон Браднелл, 1-й барон Браднелл (20 апреля 1725 — 24 февраля 1811), второй сын Джорджа Браднелла, 3-го графа Кардигана
- Роберт Браднелл, 6-й граф Кардиган, 6-й барон Браднелл (25 апреля 1760 — 14 августа 1837), племянник предыдущего, сын полковника достопочтенного Роберта Браднелла (1726—1768)
- Джеймс Томас Браднелл, 7-й граф Кардиган, 7-й барон Браднелл (16 октября 1797 — 28 марта 1868), сын предыдущего
- Джордж Уильям Фредерик Браднелл-Брюс, 2-й маркиз Эйлсбери, 8-й граф Кардиган, 8-й барон Браднелл (20 ноября 1804 — 6 января 1878), старший сын Чарльза Браднелла-Брюса, 1-го маркиза Эйлсбери (1773—1856), троюродный брат предыдущего.
- Все последующие маркизы Эйлсбери также носили титул графов Кардиган.